# Ce qui arrive à un petit malin de peintre
Ce qui arrive à un petit malin de peintre er en fransk stumfilm fra 1908 af Georges Méliès.